# 压花硬币

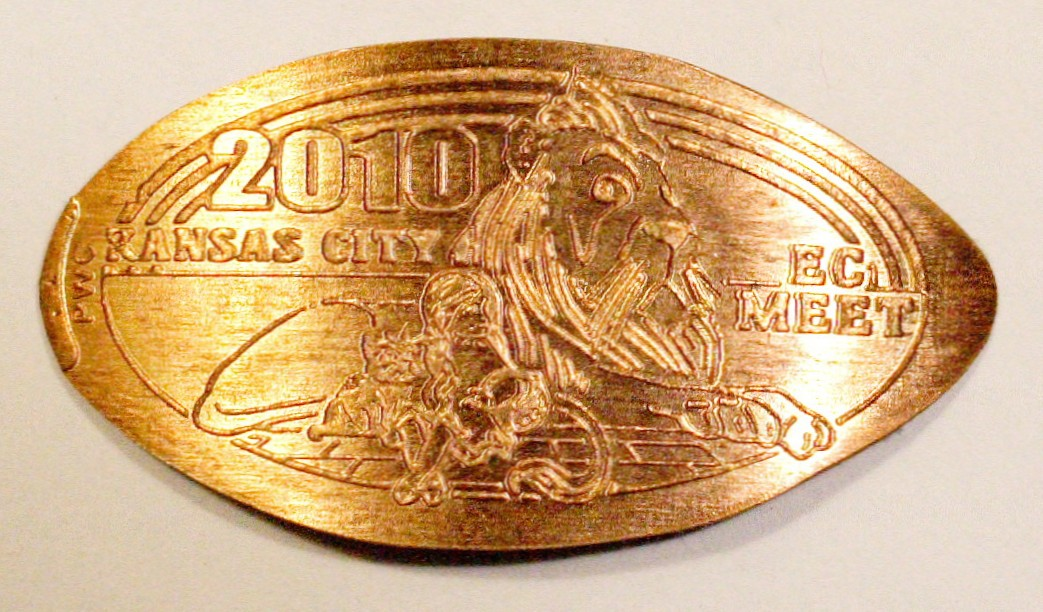
压花的硬币

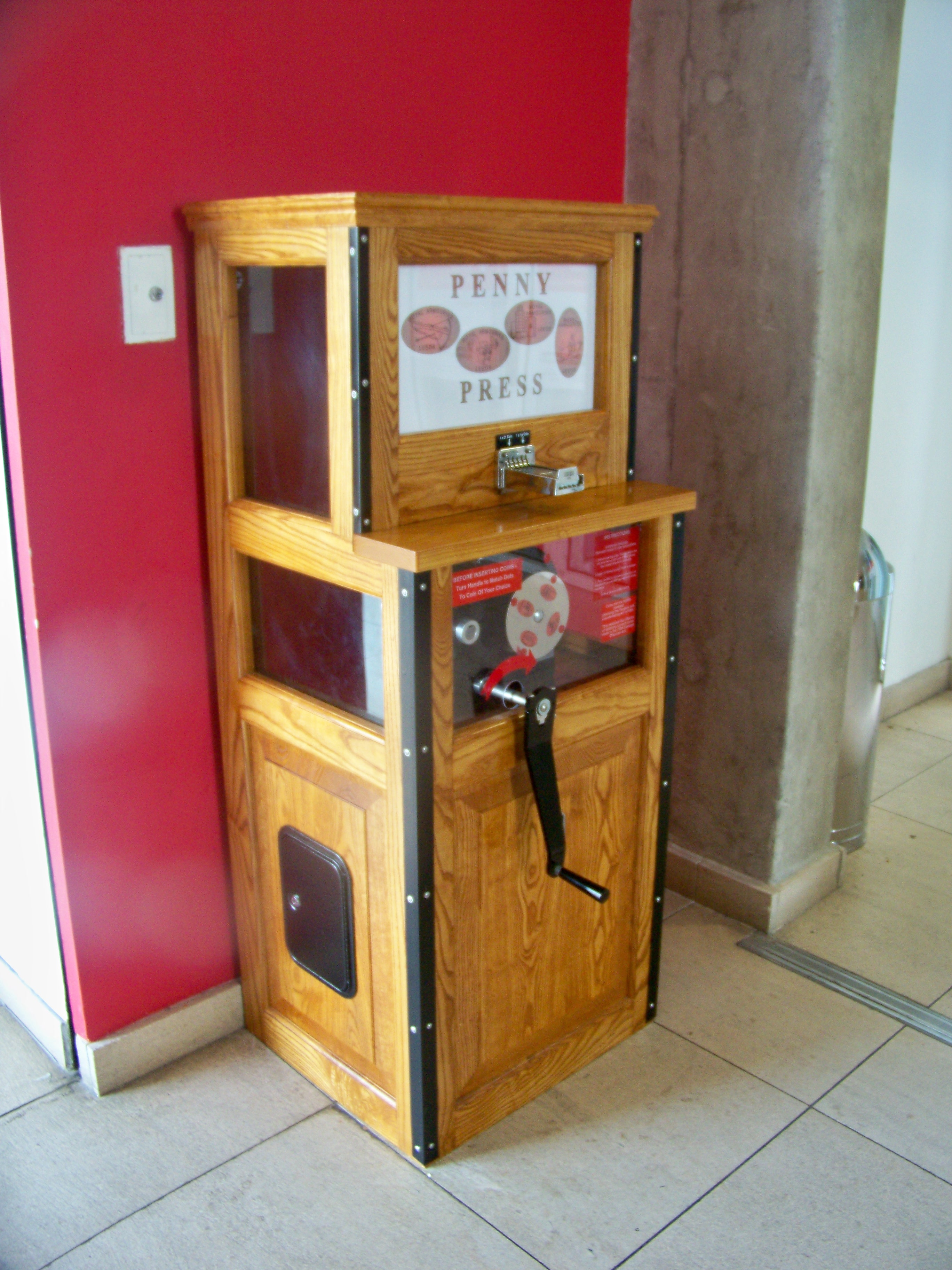
利兹皇家军械博物馆的“硬币压花机”。它可以将一枚新便士硬币变成拉长的压花硬币。

压花硬币（Elongated coin）是一种经过压平或拉伸并采用新设计压花的硬币。此类硬币通常用作纪念或纪念品代币，并且在旅游中心（例如博物馆、游乐园以及自然或人造地标）中常见硬币伸长机。
压花硬币的收集是钱币学的一个分支。拉长的硬币也被归类为非官方货币（exonumia （页面存档备份，存于）） 。

## 历史

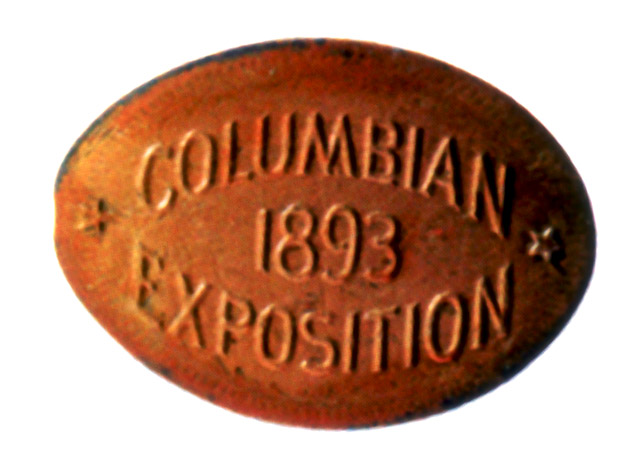
第一批压花硬币是由模具和金属滚筒压制而成的。

美国第一枚压花硬币是在 1893 年于伊利诺伊州芝加哥举行的世界哥伦布博览会上制造的。 
有记录以来最早的压花硬币设计师是查尔斯·达姆 (Charles Damm)，他为1901 年纽约布法罗泛美博览会上展出的压花硬币进行了设计。 
压花硬币的生产可以分为三个一般类别，每个类别涵盖了从1893年至今的不同时期。这三个类别中的第一个通俗称为“老款”，主要是为了在全国性的博览会上发行 这个时期始于1893年首次发行压花硬币，直到约1965年左右私人制造者的大量涌入结束。第二类压花硬币是“现代压花硬币”，涵盖了大约1965年至今的时期。 

## 合法性

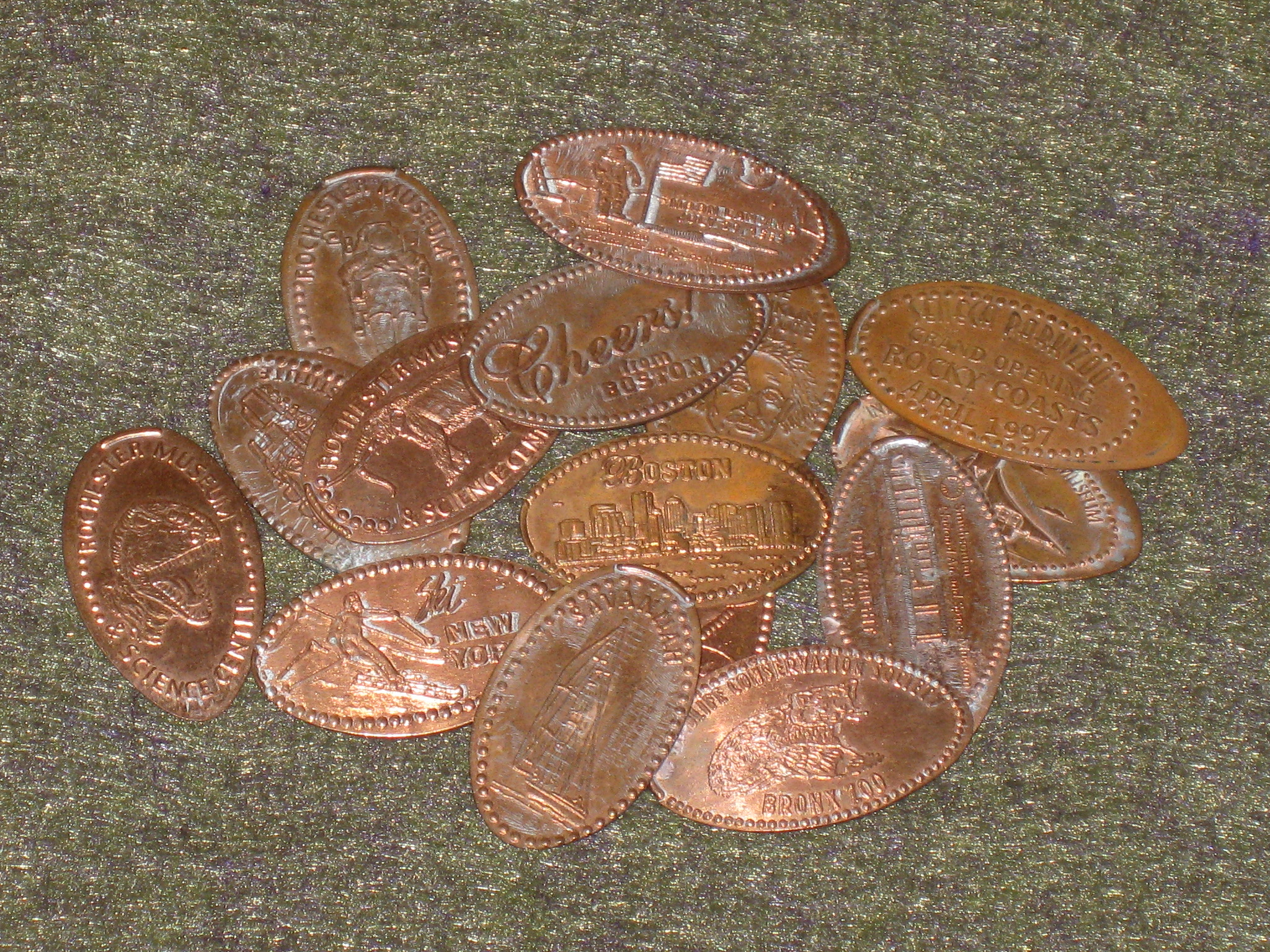
压花硬币

在美国、南非和欧洲部分地区，制造压花硬币的过程是合法的。在美国， 《美国法典》第 18 章第 17 章第 331 条禁止“损坏、缩小和伪造美国硬币”。然而，只要损坏的硬币没有被用于欺诈，即意图制造假币。  由于压花硬币主要是作为纪念品制作的，因此为此目的而进行的毁坏是合法的。 
在英国，《1971年造币法》第10条规定：“未经英国财政部授权许可，任何人不得熔化或拆解目前在英国流通的任何金属硬币，也不得熔化或拆解曾经在英国流通、自1969年5月16日之后停止流通的硬币。” 由于制造压花硬币的过程不需要将其熔化或破碎，因此第 10 条不适用，并且硬币压花在英国是合法的，硬币压花机在英国各地的旅游景点都很常见。 
在加拿大等损坏硬币行为非法的国家，  偶尔会使用弹头或美分代替本国硬币，尽管执法部门常常忽视这项法律。